# 拉里黑站
拉里黑站是位于云南省弥勒县拉里黑村的一个铁路车站，邮政编码652309。车站建于1909年，有昆河铁路经过该站，现不办理正式客运，办理货运业务，车站及其上下行区间均未电气化。车站距离昆明北站202公里，隶属昆明铁路局，是四等站。